# Beemster
Beemster  è un'ex-municipalità dei Paesi Bassi di 8.592 abitanti situata nella provincia dell'Olanda Settentrionale.
Quello di Beemster è stato il primo polder olandese ad essere ricavato da un lago; l'acqua venne estratta dal lago attraverso l'uso di mulini a vento. Il polder di Beemster venne creato tra il 1609 ed il 1612. Si è preservata intatta la griglia dei campi, delle strade, dei canali, degli argini e degli insediamenti, tutti impostati secondo progetti in stile classico e rinascimentale.
Il 1º gennaio 2022 il territorio comunale è stato accorpato alla municipalità di Purmerend.

## Storia
Attorno al 1800 l'area dell'odierno comune di Beemster era ricoperta di torba. Dal 1150 al 1250, a causa di piene, il fiume omonimo (da cui deriva il nome Beemster, italianizzato in Bamestra) si allargò diventando un lago, connesso con il Zuiderzee.
Attorno al 1605 alcuni investitori privati iniziarono a drenare il lago di Beemster. Nel 1610 il procedimento venne completato, ma il lago si riempì di nuovo a causa di una frattura negli argini del Zuiderzee. Venne deciso di creare un argine circolare alto un metro sopra al terreno circostante. Nel 1612 il polder venne prosciugato ed il terreno fu diviso tra gli investitori, che in pochi giorni lo occuparono utilizzandolo per la coltivazione del grano, necessario per i lunghi viaggi in mare effettuati dalla Compagnia olandese delle Indie orientali. La produzione era talmente abbondante da far definire tale processo un successo economico, al contrario di quanto riscontrato a Heerhugowaard.
Il polder di Beemster ospita la CONO Kaasmakers, famoso nel mondo per la produzione del formaggio Beemster. Questa azienda venne creata nel 1901 per produrre formaggio solo con il latte prodotto sul posto. Ad oggi il Beemster viene venduto non solo in Europa, ma anche negli Stati Uniti, in Giappone e in Cina.

## Patrimonio dell'umanità
A causa della rilevanza storica e dell'originalità della struttura, in gran parte intatta, nel 1999 Beemster ed il suo polder furono inseriti nei patrimoni dell'umanità dell'UNESCO. I motivi dell'iscrizione furono i seguenti:
- criterio I: il polder di Beemster è una pietra miliare della progettazione creativa, in cui sono stati applicati gli ideali della classicità e del rinascimento;
- criterio II: l'innovativa tecnica di drenaggio influenzò i polder creati in seguito nel resto dell'Europa;
- criterio IV: la creazione del polder di Beemster fu un passo importante nelle relazioni tra l'uomo e l'acqua in un periodo cruciale di espansione economica.

## Geografia antropica
Il comune di Beemster era composto dalle frazioni di Middenbeemster, Noordbeemster, Westbeemster e Zuidoostbeemster.

## Amministrazione
Il consiglio comunale di Beemster è stato composto da 13 seggi, divisi come segue:
- Beemster Polder Partij: 5 seggi;
- PvdA: 3 seggi;
- VVD: 3 seggi;
- CDA: 2 seggi.

Il sindaco è stato Harry Brinkman.

## Fonti
- Le statistiche sono prese da SDU Staatscourant
- Van de Ven, G. "Leefbaar laagland" (4ª edizione). Uitgeverij Matrijs., 1996, p. 33-35, 55,  131-136
- Groenedijk, T. "Nederlandse plaatsnamen". Slingenberg Boekproducties, Hoogeveen, Olanda 2000